# Républicains sociaux
De Républicains sociaux (RS) (Nederlands: Sociale republikeinen) of Centre national des républicains sociaux (Nederlands: Nationaal Centrum van Sociale Republikeinen) was een Gaullistische partij in  Frankrijk.
De Républicains sociaux was voorstander van een nieuwe, Vijfde Republiek gebaseerd op de ideeën van generaal de Gaulle. Het CNRS werd eind 1954 gevormd en kwam voort uit de Gaullistische Union des républicains d'action sociale URAS, Unie van de Republikeinen van de Sociale Actie. De CNRS van Jacques Chaban-Delmas, de socialistische SFIO van Guy Mollet, de links-liberale Républicains radicaux et radicaux-socialistes RRRS van Pierre Mendès France, de eveneens links-liberale UDSR van François Mitterrand en het linkse Front républicain FR, Republikeins Front, vormden op 8 december 1955 een verkiezingsalliantie, die de parlementsverkiezingen van 1956 won. Als zelfstandige partij kreeg het CNRS 21 zetels. In het kabinet-Mollet, dat in 1956 en 1957 regeerde, traden enkele leden het CNRS als minister of staatssecretaris toe. In de daaropvolgende, meer centrumrechts gekleurde, regering-Bourgès-Maunoury, in 1957, en het kabinet-Gaillard, in 1957 en 1958 hadden leden van de CNRS zitting.
Na de machtsovername van Charles de Gaulle op 1 juni 1958 werd het CNRS ontbonden en vervangen door een nieuwe Gaullistische partij, de Union pour la Nouvelle République UNR, Unie voor de Nieuwe Republiek.
Jacques Chaban-Delmas was van 1954 tot 1958 voorzitter, Edmond Michelet in 1958.
1. ↑  met uitzondering van de radicalen onder premier Edgar Faure
2. ↑  2,7%, 840.000 stemmen
3. ↑  Het Front républicain kreeg 192 zetels, 28,9%.